# آلبرتو خوانتورنا
آلبرتو خوانتورنا (اسپانیایی: Alberto Juantorena‎؛ زادهٔ ۲۱ نوامبر ۱۹۵۰) یک دونده اهل کوبا است.
وی در مسابقات بین‌المللی در مجموع برندهٔ ۱۳ مدال طلا، ۵ مدال نقره، ۲ مدال برنز شده‌است.